# Metz-Tessy
Metz-Tessy era una comuna francesa situada en el departamento de Saboya, de la región de Auvernia-Ródano-Alpes, que el 1 de enero de 2016 fue suprimida al fusionarse con la comuna de Épagny, formando la comuna nueva de Épagny-Metz-Tessy.

## Demografía
| Gráfica de evolución demográfica de Metz-Tessy entre 1800 y 2013 |
|                                                                  |

Los datos demográficos contemplados en este gráfico de la comuna de Metz-Tessy se han cogido de 1800 a 1999 de la página francesa EHESS/Cassini, y los demás datos de la página del INSEE.